# اسيكورازيوني جنرالي
اسيكورازيوني جنرالي أو ببساطة جنرالي هي شركة تأمين إيطالية، الأكبر في إيطاليا والثالثة في العالم. لديها مقرها في تريستا. في عام 2010، كانت مجموعة اسيكورازيوني جنرالي جروب ثاني أكبر مجموعة تأمين في العالم من حيث الإيرادات بعد أكسا.
تأسست الشركة في 26 ديسمبر 1831. في ذلك الوقت، كانت تريست أهم ميناء بحري للإمبراطورية النمساوية. نمت الشركة في الأهمية، لتصبح واحدة من أكبر شركات التأمين في كل من إيطاليا وأوروبا الوسطى. اعتبارًا من 2017 ، احتلت الشركة المرتبة 57 في قائمة فورتشن غلوبال 500 للشركات و 43 على MITs «مستوى الشركات الأكثر ذكاءاً» في جميع أنحاء العالم في عام 2015.
أهم المنافسين على المستوى الدولي هم أكسا وأليانز وزيورخ. إلى جانبهم، هناك شركات تتنافس على الصعيدين المحلي والإقليمي في مختلف البلدان والأسواق.

الرمز من اسيكورازيوني جنرالي مشتق من العلم من جمهورية البندقية ، المنحل من قبل نابليون ثلاثة عقود قبل أن تأسست الشركة.

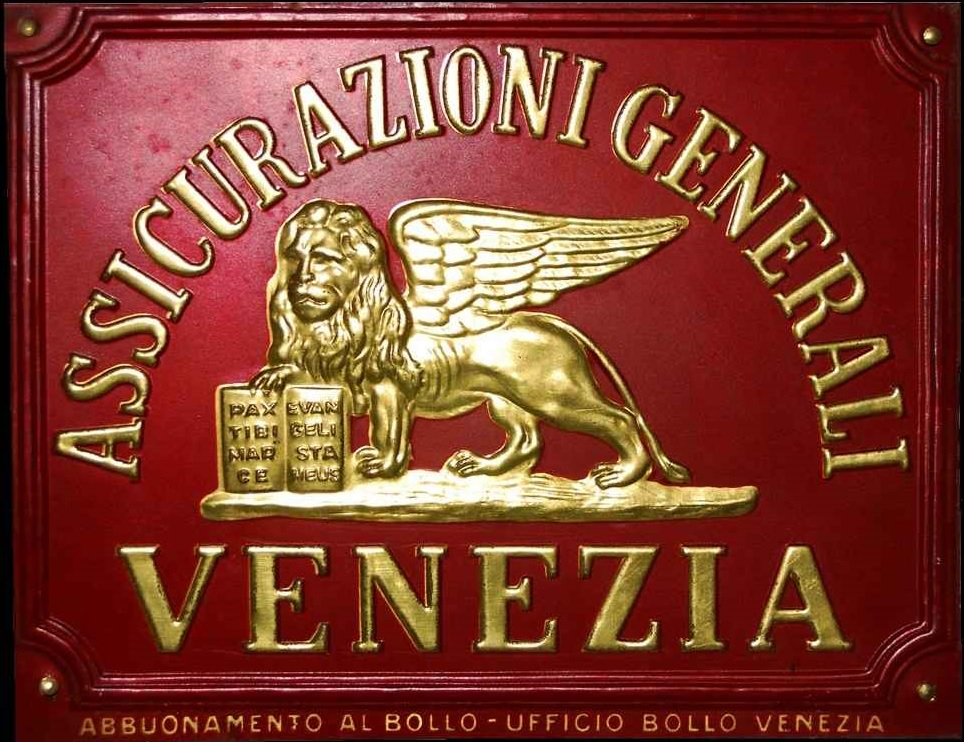
لوحة معدنية أصلية مع توقيع مذهل وأسطون القديس مرقس ، 1924-1940.

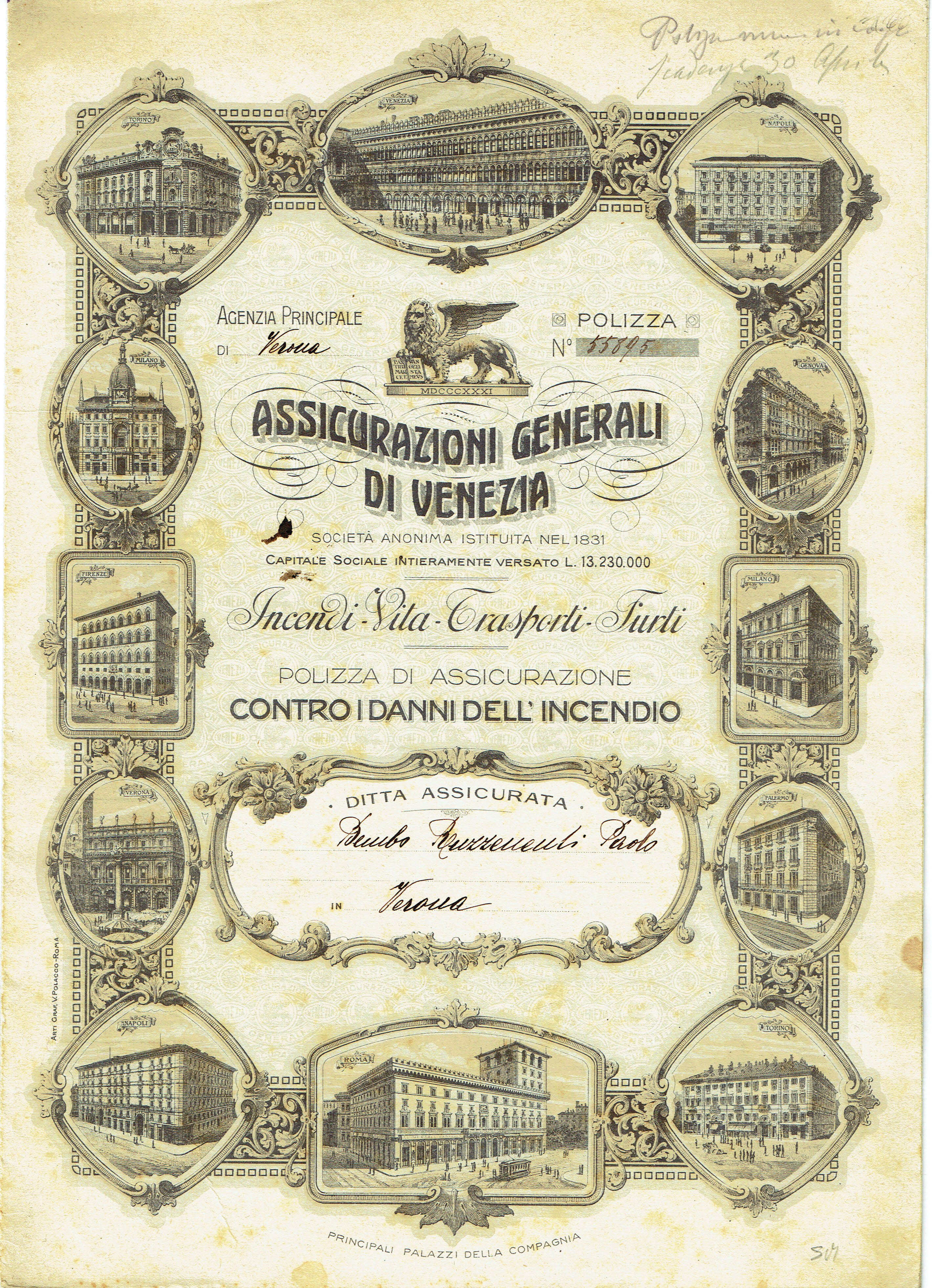
وثيقة تأمين اسيكورازيوني جنرالي ، الصادرة عام 1919

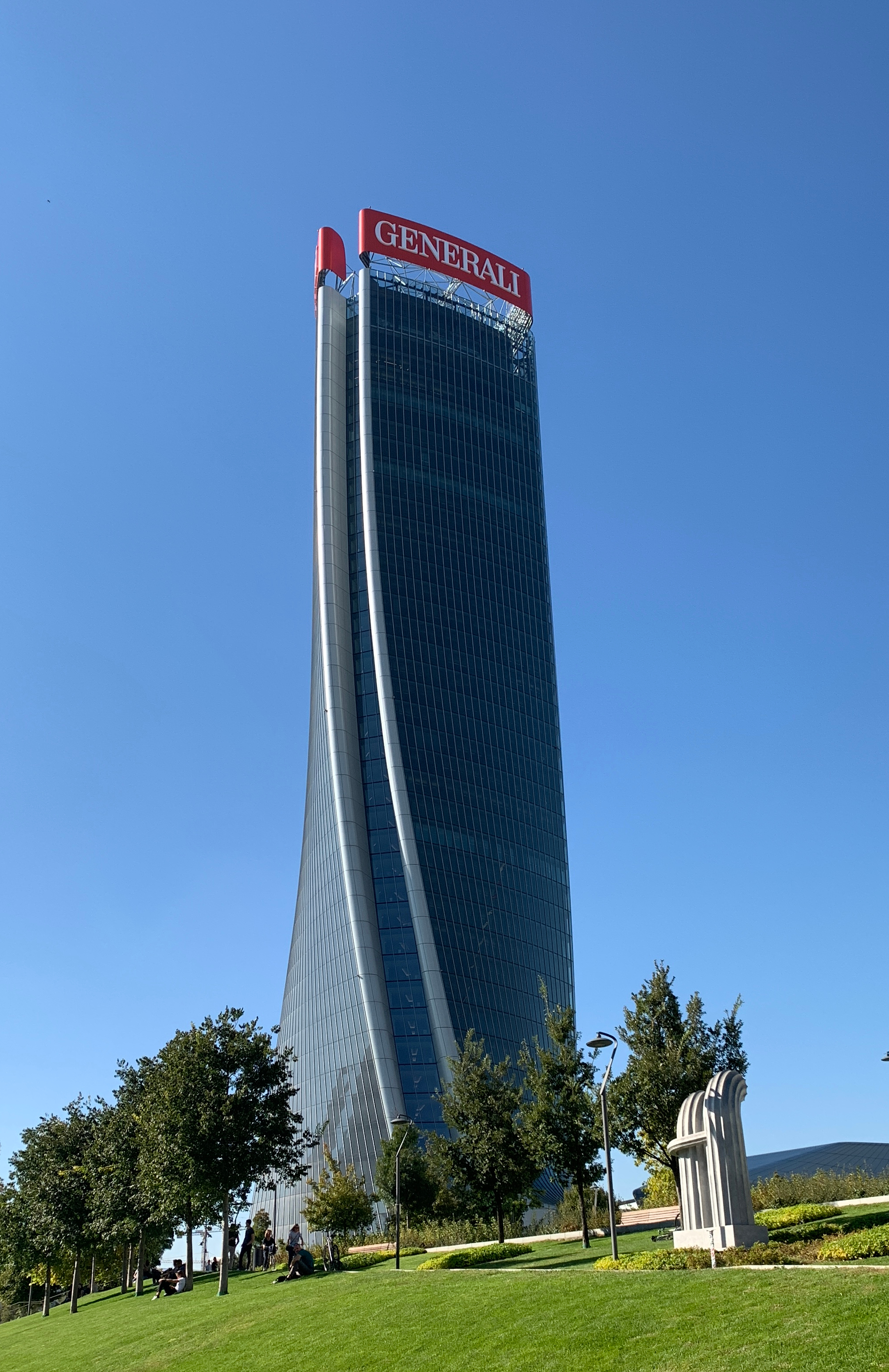
برج جنيرالي في ميلانو

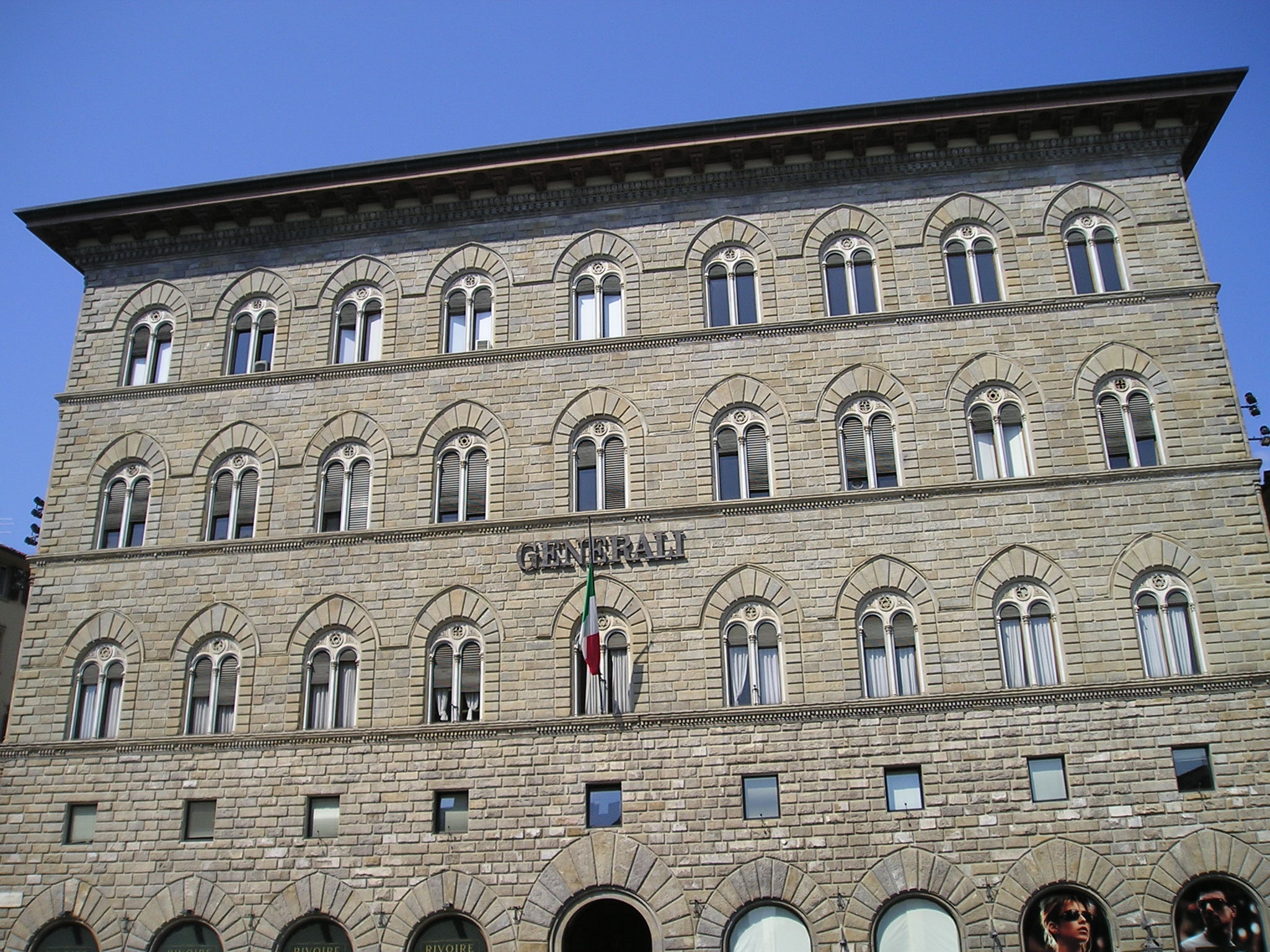
Palazzo delle Assicurazioni جنرالي في فلورنسا, إيطاليا

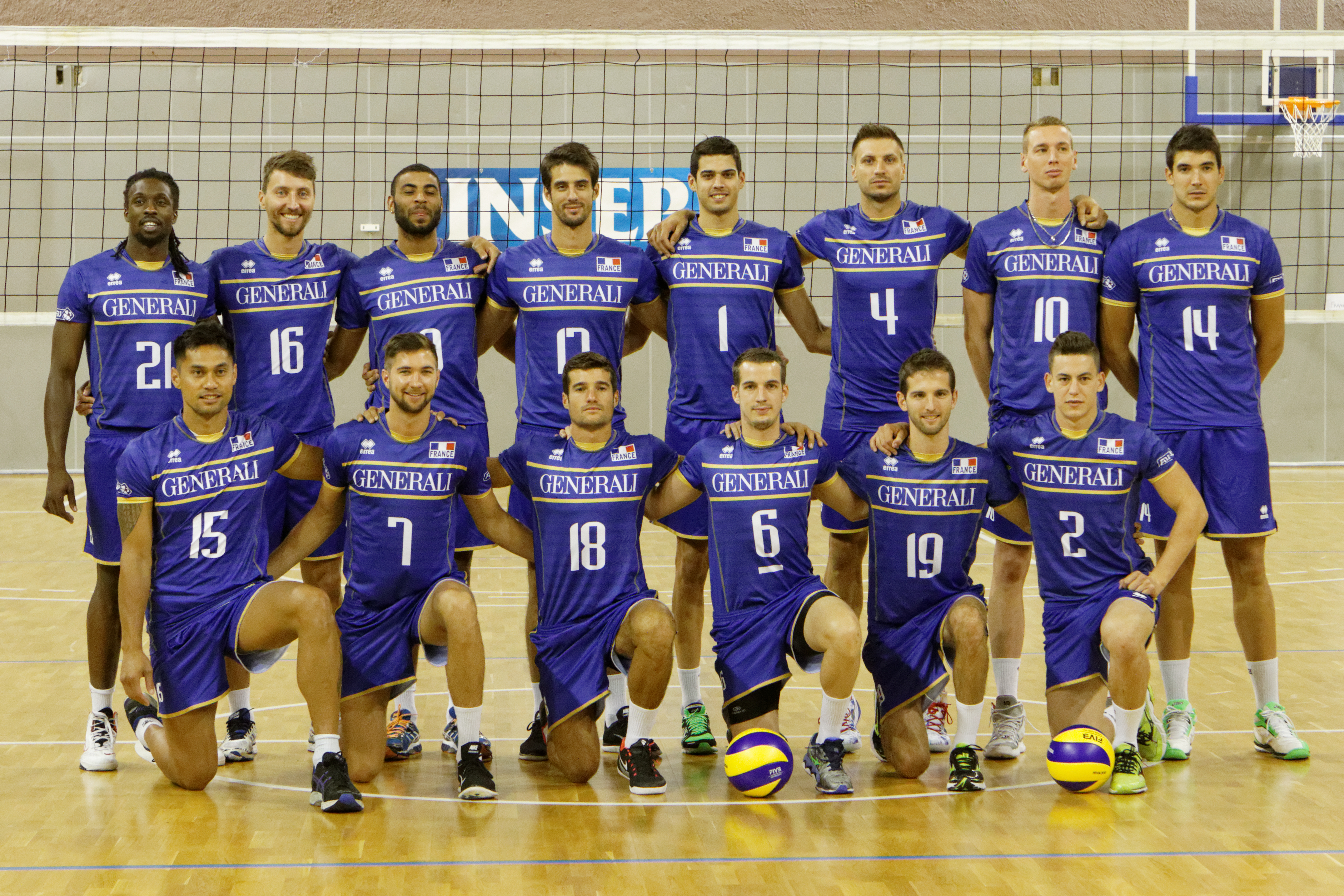
منتخب فرنسا للكرة الطائرة للرجال في بطولة العالم 2014

## روابط خارجية
- الموقع الرسمي